# Friedrich Wilhelm Haffner
Friedrich Wilhelm Haffner (1760 in Dresden – 18. Februar 1828 ebenda) war ein deutscher Theaterschauspieler und Sänger.

## Leben
Haffner betrat 1777 bei der Schulzschen Gesellschaft (oder der Bondinischen Gesellschaft) zum ersten Mal die Bühne und kam 1781 zu Karl Theophil Döbbelin nach Berlin, wo er als „Leutnant Altdorf“ in Nicht mehr als sechs Schüsseln debütierte. 1786 wurde er nach Magdeburg verpflichtet, 1790 zu Franz Schuch nach Königsberg, 1792 nach Riga.
Nachdem Haffner als „Oberförster“ in Jägern, „Max Roller“ in Dichterfamilie und „Odoardo“ in Emilia Galotti bei Franz Seconda in Leipzig mit bestem Erfolg debütiert hatte, wurde er für diese Bühne gewonnen, wo er bis 1818 wirkte. In diesem Jahr trat er in Pension.
Man rühmte seinen Darstellungen Wärme, Treue und Wahrheit nach, und bald wurde er im Fach der zärtlichen Väter und launigen Alten eine schätzenswerte Kraft. Sein Muster war stets Ferdinand Fleck gewesen, den er gern kopierte, ohne es jedoch auffällig zu machen. Als eine seiner besten Leistungen galt der „Wachtmeister“ in Wallensteins Lager, über welche Körner 1801 urteilte: „So gut habe ich ihn in noch keiner Rolle gesehen. Er hat sich so recht con amore entwickelt, das sah man deutlich. Er traf den Ton immer glücklich, behielt einen gewissen Humor und hat mir wirklich Genuß gegeben.“ Ferner zählten zu seinen Glanzrollen: „Miller“ in Kabale und Liebe, „Wachtmeister“ in Minna von Barnhelm, „Schweizer“ in Räuber, „Odoardo Galotti“ etc.